# Palpibracus confusus
Palpibracus confusus är en tvåvingeart som först beskrevs av Malloch 1928.  Palpibracus confusus ingår i släktet Palpibracus och familjen husflugor. Inga underarter finns listade i Catalogue of Life.